# Karel Svoboda
Karel Svoboda (Praga, 19 de diciembre de 1938 — ibídem, 28 de enero de 2007) fue un compositor de música checo. Fue el creador, entre otras, de la melodía para la versión original de La abeja Maya.

## Biografía
Nació el 19 de diciembre de 1938 en Praga, Checoslovaquia (actualmente Praga, República Checa). Su infancia estuvo marcada por la Segunda Guerra Mundial. Al llegar al poder el comunismo en la antigua Checoslovaquia, a su padre le quitaron el negocio de sastre que tenía y la familia se hundió en la miseria. Aun así su madre le pudo comprar un piano a Karel para que hiciese sus primeros pinitos en la música.
Conocido como El rey del pop checo, escribió más de 80 canciones para el cantante Karel Gott. En 1993 se dedicó exclusivamente a las melodías para cine y teatro. El expresidente checo Václav Havel fue un reconocido fan del compositor.
Se suicidó el 28 de enero de 2007 a los 68 años de edad en su domicilio.